# Castianeira venusta
Castianeira venusta är en spindelart som först beskrevs av Banks 1898.  Castianeira venusta ingår i släktet Castianeira och familjen flinkspindlar. Inga underarter finns listade i Catalogue of Life.